# Hololepta sulcithorax
Hololepta sulcithorax är en skalbaggsart som beskrevs av Desbordes 1913. Hololepta sulcithorax ingår i släktet Hololepta och familjen stumpbaggar. Inga underarter finns listade i Catalogue of Life.